# Mārtiņš Pluto
Mārtiņš Pluto (Jūrmala, 13 gennaio 1998) è un ciclista su strada lettone che corre per il team BEAT Cycling Club.

## Palmarès

### Strada
- 2016 (Juniores)

Campionati lettoni, Prova a cronometro Junior
- 2018 (Monkey Town Continental Team, una vittoria)

Campionati lettoni, Prova in linea Under-23
- 2019 (Monkey Town-à Bloc CT, una vittoria)

5ª tappa Tour of Poyang Lake (Fuzhou > Fuzhou)
- 2022 (Abloc CT, una vittoria)

Midden-Brabant Poort Omloop

#### Altri successi
- 2024 (BEAT Cycling Club)

Ronde van De Wilp

## Piazzamenti

### Competizioni mondiali
- Campionati del mondo

Fiandre 2021 - In linea Elite: ritirato
Glasgow 2023 - In linea Elite: ritirato

### Competizioni europee
- Campionati europei

Herning 2017 - In linea Under-23: 127º
Zlín 2018 - In linea Under-23: ritirato
Alkmaar 2019 - In linea Under-23: 26º
Plouay 2020 - In linea Under-23: 29º
Monaco di Baviera 2022 - In linea Elite: 109º
Drenthe 2023 - In linea Elite: 60º
Limburgo 2024 - In linea Elite: 60º